# Copestylum fulvicorne
Copestylum fulvicorne är en tvåvingeart som först beskrevs av Jacques-Marie-Frangile Bigot 1883. Copestylum fulvicorne ingår i släktet Copestylum och familjen blomflugor.
Artens utbredningsområde är Panama. Inga underarter finns listade i Catalogue of Life.